# Пилиповичи (Полтавская область)
Пилипо́вичи (укр. Пилиповичі) — село,
Яблоневский сельский совет,
Оржицкий район,
Полтавская область,
Украина.
Код КОАТУУ — 5323688204. Население по переписи 2001 года составляло 175 человек.

## Географическое положение
Село Пилиповичи находится на левом берегу реки Чумгак,
выше по течению на расстоянии в 2,5 км расположено село Залужное,
ниже по течению на расстоянии в 3,5 км расположено село Савинцы,
на противоположном берегу — село Круподеринцы.
По селу протекает река Сухая Оржица.

## История
Село указано на специальной карте Западной части России Шуберта 1826-1840 годов как деревня Филиповица

## Экономика
- Птице-товарная ферма.